# Ossian Andersson (präst)
Ossian Oscar Andersson, född 17 november 1841 i Stockholm, död 22 juni 1905, var en svensk organiserad nykterist och präst.

## Biografi
Andersson blev student vid Uppsala universitet 1863 och prästvigdes för Uppsala ärkestift 1870. Vidare var han fängelsepredikant vid kronoarbetskompaniet på Rindö 1876, och blev sedermera kyrkoherde 1885 i Husby-Sjutolfts församling.
Anderssons engagemang i nykterhetsfrågor började vid tiden för hans yrke som fängelsepredikant under mitten av 1870-talet. Han var en av få organiserade präster i nykterhetsrörelsen som tillhörde statskyrkan.
Andersson var under en längre tid aktiv som ordförande för Västra Upplands nykterhetsförbund.
Ossian Andersson var son till teaterdirektören Oscar Andersson och Maria Jönsson. Han var gift med Fanny Sophia Fant (1857-).